# Arturo Huizar
Arturo Enrique Hernández Huizar  (Ciudad de México, 5 de septiembre de 1957 - Ciudad de México, 25 de abril de 2020) fue un cantante, músico, intérprete y compositor mexicano. Fue conocido por su participación en la banda de heavy metal mexicana Luzbel.

## Historia

### Inicios con Luzbel
Arturo se unió al grupo Luzbel en 1985, siendo el tercer vocalista de la agrupación, grabando un demo Metal caído del cielo que contó con cuatro canciones: «El ángel de la lujuria», «El loco», «Esta noche es nuestra» y «La gran ciudad», siendo las tres primeras composiciones del guitarrista Él mismo, fundador de la banda, con la composición de Huizar en la letra. La dupla entre Arturo Huizar como vocalista y Raúl Fernández Greñas en la guitarra fue uno los dúos más creativos en el metal mexicano.
Su primer álbum oficial, Pasaporte al Infierno (1986) tuvo los temas «Pasaporte al Infierno», «Guerrero Verde», «Por piedad», «Atrapado en el metal» e «Hijos del metal». Tras ello, Huizar dejó la banda y Luzbel seguiría con quien sería su cuarto vocalista, Juan Bolaños.

### En solitario
Una vez fuera de Luzbel ya como solista grabó discos como «El Emisario», «Pecado Capital», «Al final del segundo milenio» y «Pasado sin destino», en el mismo periodo que la banda Luzbel grababa dos álbumes: «Luzbel» y «¡¿Otra vez?!».

### Regresando a sus inicios
Para 1994, Huizar y Greñas junto con el baterista Alejandro Vázquez y el bajista Zito Martínez, grabaron el álbum «La rebelión de los desgraciados» que contó con críticas positivas e incluso abrieron los conciertos de Black Sabbath en México, pero Greñas decidió terminar la banda.

### Lvzbel
A finales de 1996 Arturo Huizar, sin el consentimiento de Raúl Greñas, quiso volver a formar Luzbel sin embargo, por problemas legales por el uso indebido del nombre Luzbel, Raúl greñas lanzó varias demandas en contra de Huizar y, poco después, este último decide cambiar la u por la v aprovechando laguna legales, quedando su banda con el nombre de "Lvzbel", los músicos fueron Ricardo III en la guitarra principal, Guillermo Elizarrarás en la guitarra rítmica, Carlos Hernández en el bajo y en un principio Alejandro Vázquez en la batería aunque no termina las grabaciones y es sustituido por Iván Ramírez. En 1998 publican el disco «Evangelio Nocturno»
En 1999 aparece el DVD, su único disco en vivo, titulado «Vivo y desnudo vol. 1 y vol. 2», grabado en Rockotitlán, en donde interpreta canciones de su anterior banda Luzbel. También crean y publican la banda sonora de la película «Guerrero callejero» y un disco llamado «Pistas musicales», editado por Discos y Cintas Denver.
Durante varios años intento registrar el nombre artístico de Luzbel generando acciones legales en su contra llegando a su conclusión en 2016 cuando un juzgado declaró a favor de Raúl Fernández Greñas quedando la resolución firme e inatacable en 2019. .En 2018 Arturo Huizar intento una vez más registrar el nombre Luzbel está vez como una marca comercial ante el IMPI(México) y aunque se le otorgó el registro con número 1859444 este perdió validez al comprobarse que se obtuvo con documentos anulados por el INDAUTOR(México) y por contravenir lo estipulado en diversas fracciones del artículo 151 de la Ley de la Propiedad Industria y aunque dicho documento de registro de marca ya no tiene validez legal aún no ha sido eliminado del portal digital marcanet del IMPI.

### Fallecimiento
A principios de 2020 tras ser diagnosticado de diabetes,  fue hospitalizado y falleció el 25 de abril del mismo año al sufrir un paro cardíaco a los 62 años. Se desconoce su lugar de enterramiento.

## Discografía

### Con Luzbel
- Metal caído del cielo (1985) Ep
- Pasaporte al infierno (1986)
- La rebelión de los desgraciados (1994)

### Como Huizar
- El emisario (1987)
- Pecado capital (1991)
- Al final del segundo milenio (1992)
- Pasado sin destino (2004)

### Con Lvzbel (banda de Huizar)
- Evangelio nocturno (1998)
- Vivo y desnudo vol.1 y vol.2 (1999) (DVD)
- Antología perdida vol. 1 y vol. 2
- Tiempo de la Bestia (2000)
- Luzbel: en vivo desde Quito, Ecuador (2001)
- Pistas musicales (2000)
- Historial Negro (2003)
- Mirada eléctrica (2004) (tributo a Judas Priest)
- Tentaciones (2007)

### Con Raxas
- Allá nos veremos (2003)

### Con Iconoclasta
- Soliloquio (1987) (solo como invitado)

Con Ultratumba
El museo de los despojados (2007)